# 横浜市芸術文化振興財団
公益財団法人横浜市芸術文化振興財団（こうえきざいだんほうじんよこはましげいじゅつぶんかしんこうざいだん）（英語：YOKOHAMA  ARTS  FOUNDATION）は、横浜市の芸術文化の振興を目的とした横浜市の外郭団体。

## 概要
横浜市美術振興財団（1987年設立）と横浜市文化振興財団（1991年設立）が統合し、2002年4月に横浜市芸術文化振興財団としてスタート。
2013年3月現在、以下の施設の管理・運営を行っている。
- ヨコハマ創造都市センター
- 横浜美術館
- 横浜みなとみらいホール
- 横浜能楽堂
- 横浜にぎわい座
- 横浜赤レンガ倉庫1号館
- 横浜市民ギャラリー
- 横浜市民ギャラリーあざみ野
- 横浜市磯子区民文化センター　杉田劇場
- 横浜市吉野町市民プラザ
- 横浜市岩間市民プラザ
- 大佛次郎記念館
- 関内ホール

## 沿革
- 1976年 - 財団法人 大佛次郎記念会設立
- 1987年 - 財団法人 横浜市美術振興財団設立
- 1991年 - 財団法人 横浜市文化振興財団設立
- 1999年 - 財団法人 横浜市文化振興財団と財団法人大佛次郎記念会（1976年設立）が統合
- 2002年 - 財団法人 横浜市文化振興財団と財団法人 横浜市美術振興財団（1987年設立）が統合
- 2009年7月1日 - 公益財団法人へ移行[3]